# مطار يولا
مطار يولا هو مطار دولي يقع في شمال شرق نيجيريا، ويخدم مدينة يولا، عاصمة ولاية أداماوة. يُعد المطار أحد المرافق الجوية المهمة في المنطقة، حيث يربط ولاية أداماوا بباقي أنحاء نيجيريا من خلال رحلات داخلية منتظمة، إضافة إلى بعض الرحلات الموسمية والدولية. يبعد المطار حوالي 8 كيلومترات شمال غرب وسط مدينة يولا، ويُستخدم لأغراض مدنية وتجارية.
يتمتع المطار بإمكانية الهبوط الليلي، إلا أن سلطة المطارات الفيدرالية في نيجيريا تفرض قيودًا على العمليات الليلية في معظم المطارات غير المصنفة كمطارات دولية، باستثناء رحلات نقل الحجاج خلال موسم الحج، حيث يُسمح بتسيير الرحلات الليلية لنقل الركاب.

## الخطوط الجوية والوجهات
| الخطوط الجوية            | الوجهات                             |
| ------------------------ | ----------------------------------- |
| إيرو كونتراكتورز         | أبوجا، لاغوس                        |
| إير بيس                  | أبوجا، لاغوس                        |
| طيران أريك               | أبوجا                               |
| دورنير للطيران – نيجيريا | طيران عارض: مايدوغوري [بحاجة لمصدر] |
| ماكس إير                 | أبوجا، كانو، لاغوس                  |
| فاليوجيت                 | أبوجا                               |

## إحصاءات
تعرض هذه البيانات عدد حركة الركاب في مطار يولا، وذلك وفقًا لتقارير ملخص قطاع الطيران الصادرة عن سلطة المطارات الفيدرالية في نيجيريا.